# Craton sarmatique

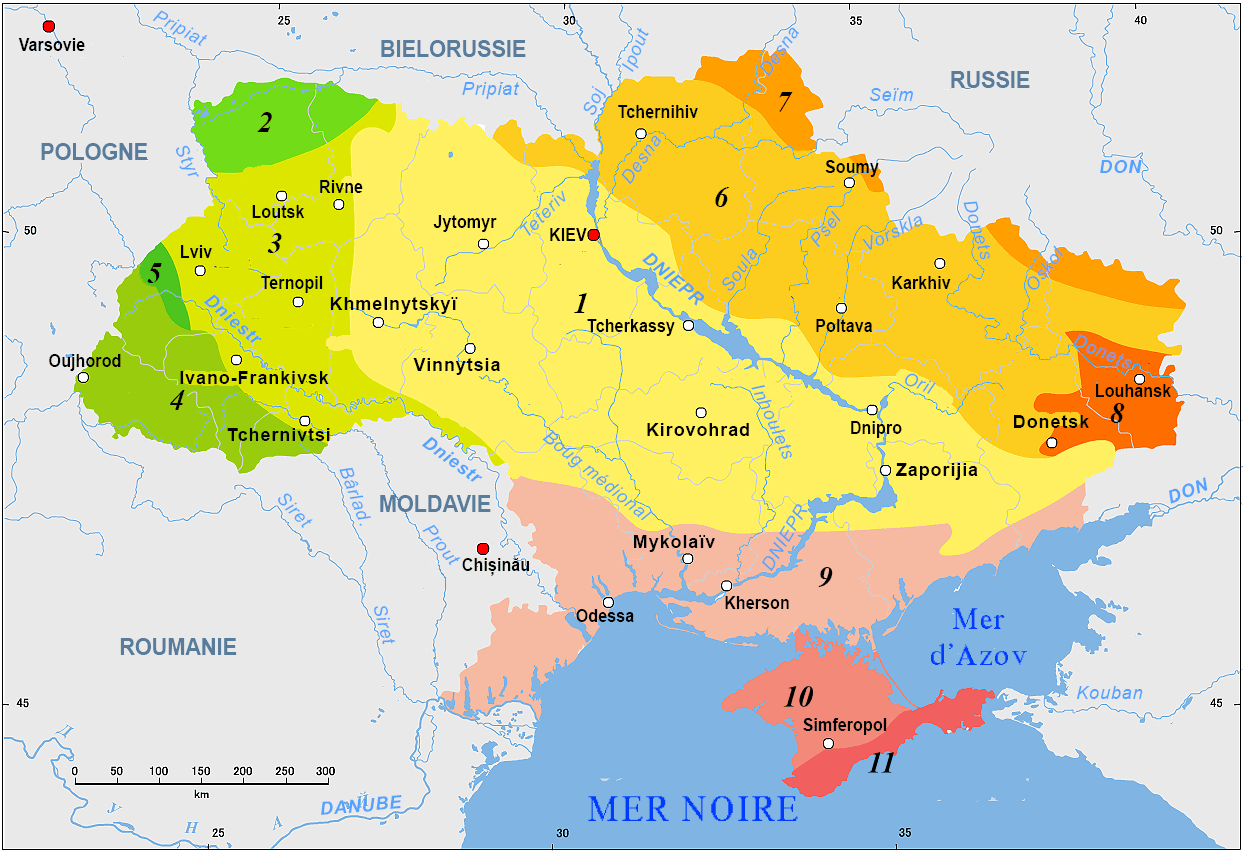
Carte géologique de l'Ukraine.
1. Bouclier ukrainien
2. Saillant de Kovel
3. Moraine de Volhynie-Plateau de Podolie
4. Ceinture des Carpathes
5. Bassin ouest-européen
6. Rift du Dnieper-Donets
7. Massif de Voronej
8. Ceinture orogénique du Donets
9. Dépression de la Mer Noire
10. Craton sarmatique ou Plateau de Scythie
11. Monts de Crimée relique de la plaque cimmérienne.

Le craton sarmatique est un terme employé en géologie et en tectonique pour désigner la moitié méridionale du craton est-européen ou plateau de Scythie. Ce craton est constitué de roches archéennes formées entre 3,7 et 2,8 milliards d'années. Durant la période du Carbonifère, le craton s'est  scindé sous l'action du rift Dniepr-Donets. C'est pourquoi le relief est divisé par la chaîne du Donbass, qui est une composante de l’aulacogène Pripyat-Dniepr-Donets : on trouve ainsi le bouclier ukrainien au sud-ouest et le Massif de Voronej au nord-est.
Le craton Sarmatia est formé de plusieurs masses continentales autrefois séparées, apparues aux premiers âges de la Terre. Elles sont séparées par une série de couronnes orogéniques apparues entre 2,2 et 2,1 milliards d'années. La périphérie nord-ouest de Sarmatia comporte un arc magmatique continental étendu apparu entre 2 et 1,95 milliard d'années. Il y a environ 200 millions d'années, Sarmatia est entrée en collision avec la plaque fennoscandienne.